# 아메카 (로봇)
아메카(Ameca)는 영국 콘월주 팰머스에 본사를 둔 엔지니어드 아츠가 2021년에 만든 로봇 휴머노이드이다. 이 프로젝트는 2021년 2월에 시작되었고, 첫 공개 시연은 라스베이거스에서 열린 CES 2022 쇼에서였다. 아메카의 외형은 얼굴과 손에 회색 고무 피부를 특징으로 하며, 특히 성별이 없는 모습으로 디자인되었다.
2024년, 아메카는 영국 에든버러의 국립 로보타리움으로 옮겨졌다.
아메카 3세대는 ICRA 2025에서 보행 능력을 가진 아미와 함께 공개되었다.

## 역사
아메카의 첫 세대는 영국 콘월주 팰머스에 있는 엔지니어드 아츠 본사에서 개발되었다. 이 프로젝트는 2021년 2월에 시작되었으며, 첫 번째 비디오는 2021년 12월 1일에 공개되었다. 아메카는 컨슈머 일렉트로닉스 쇼 2022에서 첫 공개 시연에 앞서 X (소셜 네트워크)와 틱톡에서 폭넓은 주목을 받았으며, CNET 및 다른 언론 매체에서도 다루었다.
2022년, 아메카는 크리스마스에 영국 TV 채널 4의 대안 크리스마스 메시지를 발표했다. 아메카는 미래 박물관의 로봇 가족과 연관되어 방문객과 상호작용할 수 있었다. 2024년, 아메카는 영국 에든버러의 국립 로보타리움으로 옮겨졌다.

## 특징
이는 인간-로봇 상호작용과 관련된 로봇 기술의 추가 개발을 위한 플랫폼으로 설계되었다. 내장 마이크, 양안 안구 카메라, 가슴 카메라 및 안면 인식 소프트웨어를 활용하여 대중과 상호작용한다. 상호작용은 오픈AI의 GPT-3 또는 인간 원격현장감에 의해 제어될 수 있다. 또한 관절형 전동 팔, 손가락, 목 및 얼굴 특징을 갖추고 있다.
아메카의 외형은 얼굴과 손에 회색 고무 피부를 특징으로 하며, 특히 성별이 없는 모습으로 디자인되었다.

## 대중 등장
- 컴퓨터 역사 박물관, 캘리포니아[13]
- 하인츠 닉스도르프 박물관 포럼, 독일 파더보른[14]
- 코페르니쿠스 과학 센터, 폴란드 바르샤바
- 두바이 미래 박물관
- 컨슈머 일렉트로닉스 쇼 2022[15][16]
- 독일 박물관 뉘른베르크[17]
- OMR 페스티벌 2022 보다폰 주최[18]
- GITEX 2022[19]
- 국제 로봇 자동화 회의 2023[20]
- 국제전기통신연합 AI 포 굿 글로벌 서밋 2023[21][22]
- 스피어